# گونبوتسکو (استان اوپوله)
گونبوتسکو (به لاتین: Głębocko) یک روستا در لهستان است که در گمینا گرودکوو واقع شده‌است.